# Stiftung niedersächsische Gedenkstätten

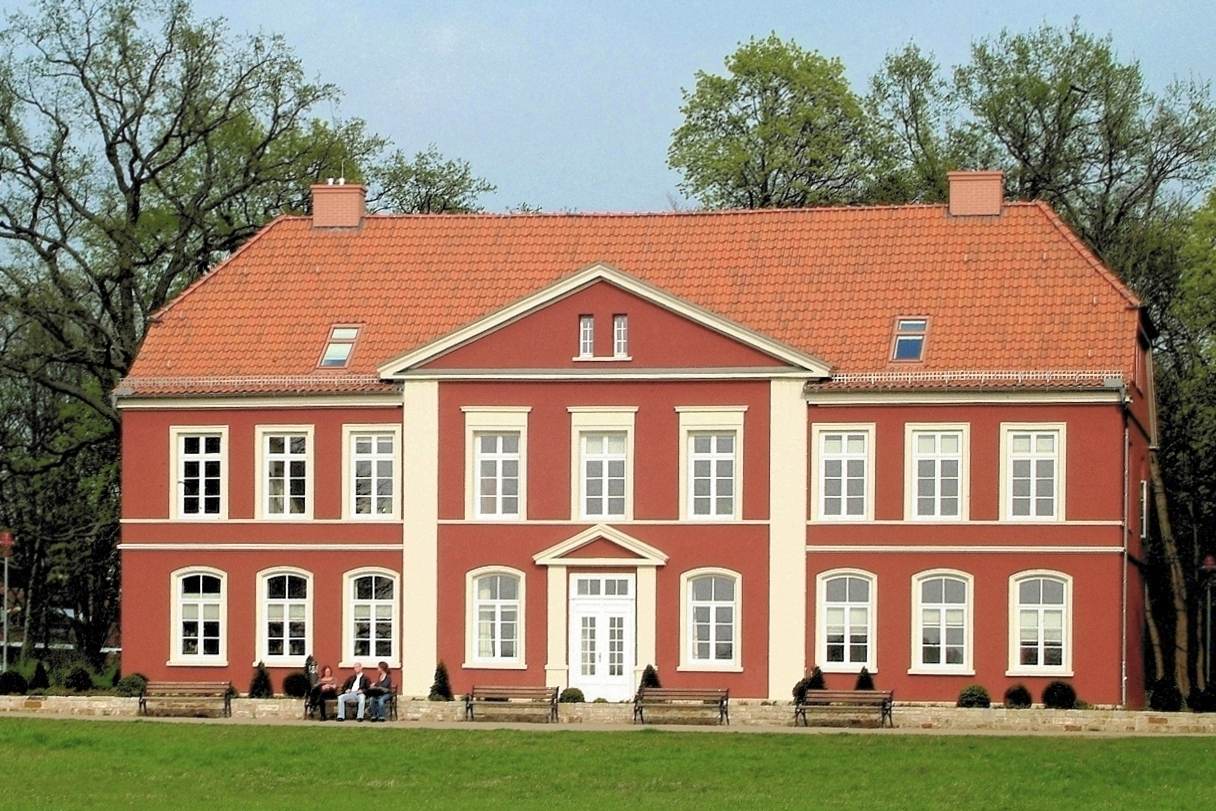
Die Thaersche Villa in Celle – Sitz der Stiftung niedersächsische Gedenkstätten

Die Stiftung niedersächsische Gedenkstätten ist eine vom Land Niedersachsen geförderte Stiftung öffentlichen Rechts. Ihre Aufgabe ist  die Erforschung und Verbreitung des Wissens über die Verfolgung und den Widerstand in der Zeit des Nationalsozialismus in den Jahren 1933 bis 1945. Sie unterhält die zu diesem Zweck Gedenkstätten in Niedersachsen. Der Sitz der Stiftung befindet sich seit 2010 in der Thaerschen Villa in Celle.

## Geschichte
Die Stiftung ist mit dem Gesetz über die „Stiftung niedersächsische Gedenkstätten“ (GedenkStG) vom 18. November 2004 errichtet worden. Sie ist die Nachfolgeorganisation des Referates Gedenkstättenarbeit und Aufarbeitung des Nationalsozialismus und seiner Folgen der damaligen Niedersächsischen Landeszentrale für politische Bildung, die durch Beschluss des Kabinetts unter Ministerpräsident Christian Wulff und dem damaligen niedersächsischen Kultusminister Bernd Busemann zum 31. Dezember 2004 aus Kostengründen aufgelöst worden war.
In den ersten Jahren ihres Bestehens war die Stiftung vorrangig mit der Neugestaltung der Gedenkstätte Bergen-Belsen befasst. Dort wurde 2007 das Dokumentationszentrum KZ Bergen-Belsen mit neuen Dauerausstellungen zu den Themenkomplexen Kriegsgefangenenlager, Konzentrationslager und Displaced Persons Camp eröffnet.
2010 begann die Stiftung die planerische Neugestaltung der Gedenkstätte in der JVA Wolfenbüttel. Nach Streitigkeiten über die Darstellung von Tätern und Opfern berief der Stiftungsbeirat 2011 eine internationale Fachkommission, die die Neugestaltung fachlich begleitete.
Nachdem die Partei Alternative für Deutschland (AfD) durch die Landtagswahl 2017 im Niedersächsischen Landtag vertreten war, stand ihr als Landtagsfraktion nach dem Stiftungsgesetz ein Sitz im Stiftungsrat zu. Daraufhin änderte der Niedersächsische Landtag das Stiftungsgesetz, wonach der Landtag vier Abgeordnete als Vertreter wählt.

## Aufgaben
Die Stiftung soll folgenden Zweck und Aufgaben verfolgen:
1. Dazu beitragen, dass das Wissen über das historische Geschehen in den Jahren 1933 bis 1945, insbesondere über die Geschichte von Verfolgung und Widerstand auf dem Gebiet des Landes Niedersachsen, im Bewusstsein der Menschen wach gehalten und weitergetragen wird.
2. Die Gedenkstätten Bergen-Belsen und JVA Wolfenbüttel als Orte der Erinnerung an die Leiden der Opfer des Nationalsozialismus sowie der Opfer der Justizverbrechen und als Orte des Lernens für künftige Generationen erhalten und gestalten.
3. Die Gedenkstättenarbeit von Initiativen und Gedenkstätten in privater Trägerschaft in Niedersachsen fördern.
4. Die auf das historische Geschehen in den Jahren 1933 bis 1945 und dessen Folgen bezogene Forschung unterstützen.

Bei der Wahrnehmung ihrer Aufgaben soll sich die Stiftung wissenschaftlich beraten lassen. Dazu kooperiert sie mit Überlebendenverbänden, Museen, Archiven, Gedenkstätten, Universitäten und außeruniversitären Forschungseinrichtungen im nationalen sowie internationalen Rahmen. In Niedersachsen besteht eine Zusammenarbeit mit den Universitäten Braunschweig, Göttingen und Hannover, bei denen Stiftungsmitarbeiter als Lehrbeauftragte tätig sind.

## Stiftungsvermögen und -organe
Das Land Niedersachsen hat der Stiftung bei ihrer Gründung 2004 alle in seinem Besitz befindlichen Grundstücke in der Gemarkung Lohheide (insgesamt 41,1 ha), auf denen die Gedenkstätte Bergen-Belsen errichtet worden ist, unentgeltlich übertragen.
Organe der Stiftung sind der Stiftungsrat und der Geschäftsführer. Der Stiftungsrat besteht aus dem niedersächsischen Kultusminister (derzeit 2018: Grant Hendrik Tonne) als Vorsitzendem, je einem Vertreter der dem Niedersächsischen Landtag angehörenden Fraktionen sowie einem Vertreter des Niedersächsischen Justizministeriums, des Niedersächsischen Finanzministeriums, des Beauftragten der Bundesregierung für Kultur und Medien und des Landesverbandes der Jüdischen Gemeinden von Niedersachsen. Der Geschäftsführung obliegen die laufenden Geschäfte und die Organisation des Stiftungsrates. Sie vertritt die Stiftung gerichtlich und außergerichtlich. Seit 2021 hat Elke Gryglewski die Funktion inne.
Zu den Gremien der Stiftung gehört der Stiftungsbeirat, bestehend aus 24 ehrenamtlich tätigen Personen. Sie werden von Körperschaften, Gruppen und Verbänden entsandt, die dem Stiftungszweck besonders verbunden sind. Der Stiftungsbeirat berät den Stiftungsrat in fachlichen Fragen der Gedenkstättenarbeit und -forschung. Der Vorsitzende des Stiftungsbeirats gehört dem Stiftungsrat an.

## Tätigkeiten
Die Stiftung ist Trägerin der Gedenkstätte Bergen-Belsen und der Gedenkstätte JVA Wolfenbüttel. An ihrem Sitz  in Celle unterhält die Stiftung eine zentrale Dokumentationsstelle zur Geschichte von Widerstand und Verfolgung in Niedersachsen in der Zeit von 1933 bis 1945 betrieben. Zur Stiftungsarbeit gehören außerdem Forschungs- und Vermittlungsprojekte zur Geschichte des Nationalsozialismus. Die Stiftung betreibt Gedenkstättendidaktik, Museumspädagogik und Menschenrechtserziehung durch wissenschaftliche Tagungen, Ausstellungen, Publikationen und Fortbildungen. Außerdem fördert und berät sie Gedenkstätten in freier Trägerschaft und Erinnerungsinitiativen in Niedersachsen, die auf bürgerschaftlichem Engagement beruhen. Dazu zählen schwerpunktmäßig die Gedenkstätten Esterwegen, Moringen, Sandbostel, Lüneburg, Augustaschacht und Gestapokeller Osnabrück sowie die Gedenk- und Dokumentationsstätte KZ Drütte, der Dokumentations- und Lernort Bückeberg und die Dokumentationsstätte Liebenau. Außerdem werden von der Stiftung Fahrten von Schulklassen zu Gedenkstätten finanziell unterstützt.
Durch die Tätigkeit der Stiftung hat sich die Gedenkstättenarbeit in Niedersachsen professionalisiert. Die betreuten und geförderten Gedenkstätten entsprechen den Standards moderner zeithistorischer Museen.